# أوليفييه بانتالوني
أوليفييه بانتالوني (13 ديسمبر 1966 بباستيا في فرنسا - ) (بالفرنسية: Olivier Pantaloni)‏ هو مدرب كرة قدم ولاعب كرة قدم فرنسي في مركز الهجوم. لعب مع نادي أجاكسيو ونادي باستيا ونادي جازيليك أجاكسيو ونادي سانت إتيان ونادي مارتيغ ونادي نيس.

## وصلات خارجية
- أوليفييه بانتالوني على موقع قاعدة بيانات كرة القدم.إي يو (الإنجليزية)